# 錢尼體育場
錢尼體育場（英語：Cheney Stadium）是一座位於美國華盛頓州塔科馬的綜合運動場。該體育場最初是為棒球而興建造的，目前是太平洋岸聯盟塔科馬瑞尼爾和MLS Next Pro塔科馬反抗軍的主場。體育場於1960年啟用，可容納6,500人。

## 外部連結
- 錢尼體育場首頁 （页面存档备份，存于）
- 錢尼體育場 - 塔科馬體育
- 錢尼體育場在MinorLeagueBallparks.com
- Ben Cheney Stadium Views - Ball Parks of the Minor Leagues （页面存档备份，存于）